# Список охридских архиепископов
Архиепископы Охридской архиепископии, список.

## Охридские епископы
- Климент Охридский (886 - 916)

## Охридские патриархи
- Филипп (патриарх, упомянут 976)
- Герман
- Николай
- Давид (упомянут 998, 1015 и 1018)

## Охридские архиепископы
- Иоанн Дебарский (1018—1037)
- Лев (Леон) Пафлагонский (1043, ум. 1056), грек
- Феодул Тетрапольский (упомянут с 1054 по 1064)
- Иоанн Лампин (Лампонский) (1064 — ум. 1079)
- Иоанн III Аинос (Трезвенский) (упомянут 1075)
- Феофилакт Охридский (ок. 1078 — ок. 1108)
- Лев II Мунг (1108 — до към 1120) еврей
- Михаил (Максим) (упомянут ок. 1130) — евнух
- Евстафий (упомянут 1134)
- Иоанн (Комнин) (упомянут 1143, 1156 и 1157) — брат императора Алексея I Комнина
- Адриан (упомянут 1150)
- Константин (упомянут 1155, 1157, 1166 1170)
- Василий (упомянут 1160)
- Иоанн Каматир (после 1183 и 1213) — позднее Вселенский патриарх
- Димитрий Хоматиан (1216—1235)
- Константин Кавасила (ок. 1250)
- Макарий (упомянут 1295)
- Григорий (ок. 1317)
- Николай (ок. 1346)
- Никодим (упомянут 1452)
- Григорий (упомянут 1364, 1365, 1369, 1378)
- Николай II (упомянут 1451)
- Захария Охридский (ок. 1460)
- Дорофей (ок. 1466)
- Марк Ксилокарав (1467 — около 1467)
- Прохор (болгарин, упомянут 1528 или 1540, 1542, 1543, 1547 ум. 1550), восстановил патриарший титул
- Гавриил (ок. 1585—1587)
- Григорий I (1590?)
- Афанасий I (ок. 1596)
- Варлаам (1598 г. обезглавен турками в Велесе)
- Нектарий I (1598—1606)
- Митрофан (около 1614)
- Афанасий I (около 1614 — около 1615)
- Георгий (около 1616)
- Нектарий II (около 1616 — след 1622)
- Порфирий Палеолог (1624–1627)
- Авраамий (до 1629 — после 1634)
- Мелетий (около 1637)
- Даниил (?)
- Харитон (до 1643 — после 1651)
- Дионисий I (около 1652)
- Афанасий II (до 1653 — после 1658)
- Игнатий I (около 1660)
- Арсений I (около 1662)
- Зосима I (ок. 1663)
- Феофан (?-1676)
- Мелетий (1676 -?)
- Григорий II (ок. 1685)

- Герман (1688—1691)
- Григорий IV (1691—1693)
- Игнатий III (1693—1695)
- Зосима II (1695—1699)
- Рафаил (около 1699)
- Герман (до 1702—1703)
- Игнатий III (около 1703)
- Дионисий II (до 1706—1707)
- Зосима II (1707—1708)
- Мефодий I (1708)
- Зосима II (1708—1709)
- Дионисий (1709—1714)
- Филофей (1714—1718)
- Иоасаф II (1719—1745)
- Иосиф (1746 — не ранее 1751)
- Дионисий III (1752 — не ранее 1756)
- Мефодий II (1757 — не ранее 1758)
- Кирилл (1759—1762)
- Иеремия (ум. 1763)
- Ананий (ок. 1763-?)
- Арсений (1763 — 16 января 1767)
- Иоанн (Вранишковский) (с 2005 года)